# アエオニウム属
アエオニウム属 (Aeonium) はベンケイソウ科の1属。およそ35種を含む。多肉植物であり、亜熱帯に産する。カナリア諸島に多くみられ、マデイラ諸島、モロッコ、東アフリカにもそれぞれいくつかの種がある。
葉は茎の基部からつき、ロゼット状になる。同科の Sempervivum 属、Greenovia 属、Aichryson 属、Monanthes 属は近縁で、花などに類似性がみられる。
日本でも園芸用にいくつかの種が流通しており、クロホウシ（A. arboreum）等は有名である。栽培に関する注意として、夏の暑さに弱く、多湿による根腐れもおこりやすい点が挙げられる。また、耐寒性に欠けるため、霜にはあてないようにする。

## 主な種
- Aeonium aizoon
- A. appendiculatum
- A. arboreum with subspecies
- A. aureum
- A. balsamiferum
- A. canariense
- A. castello-paivae
- A. ciliatum
- A. cuneatum
- A. davidbramwellii
- A. decorum
- A. glutinosum
- A. holochrysum
- A. leucoblepharum
- A. lindleyi
- A. nobile
- A. sedifolium
- A. simsii
- A. smithii
- A. spathulatum
- A. tabuliforme
- A. undulatum
- A. urbicum
- A. valverdense

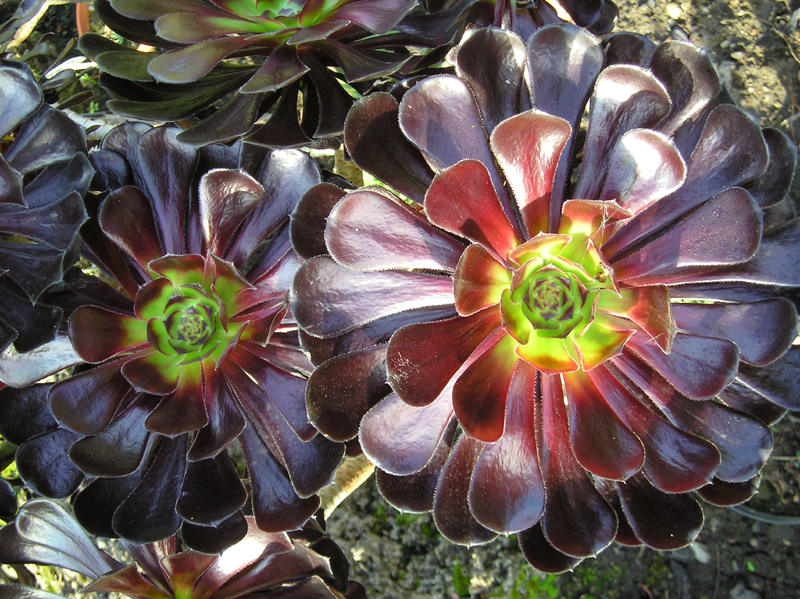
A. arboreum
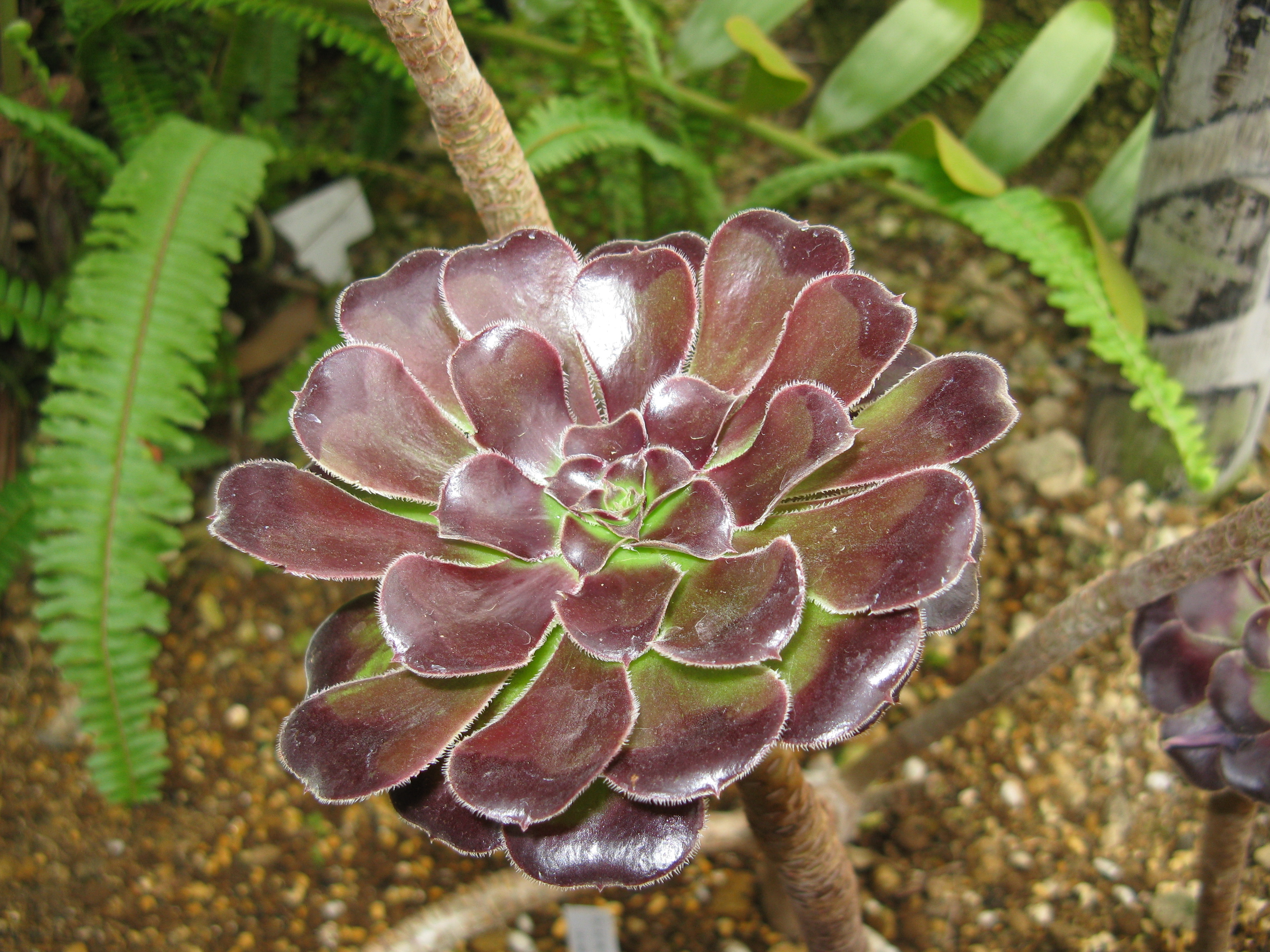
A. atropurpureum
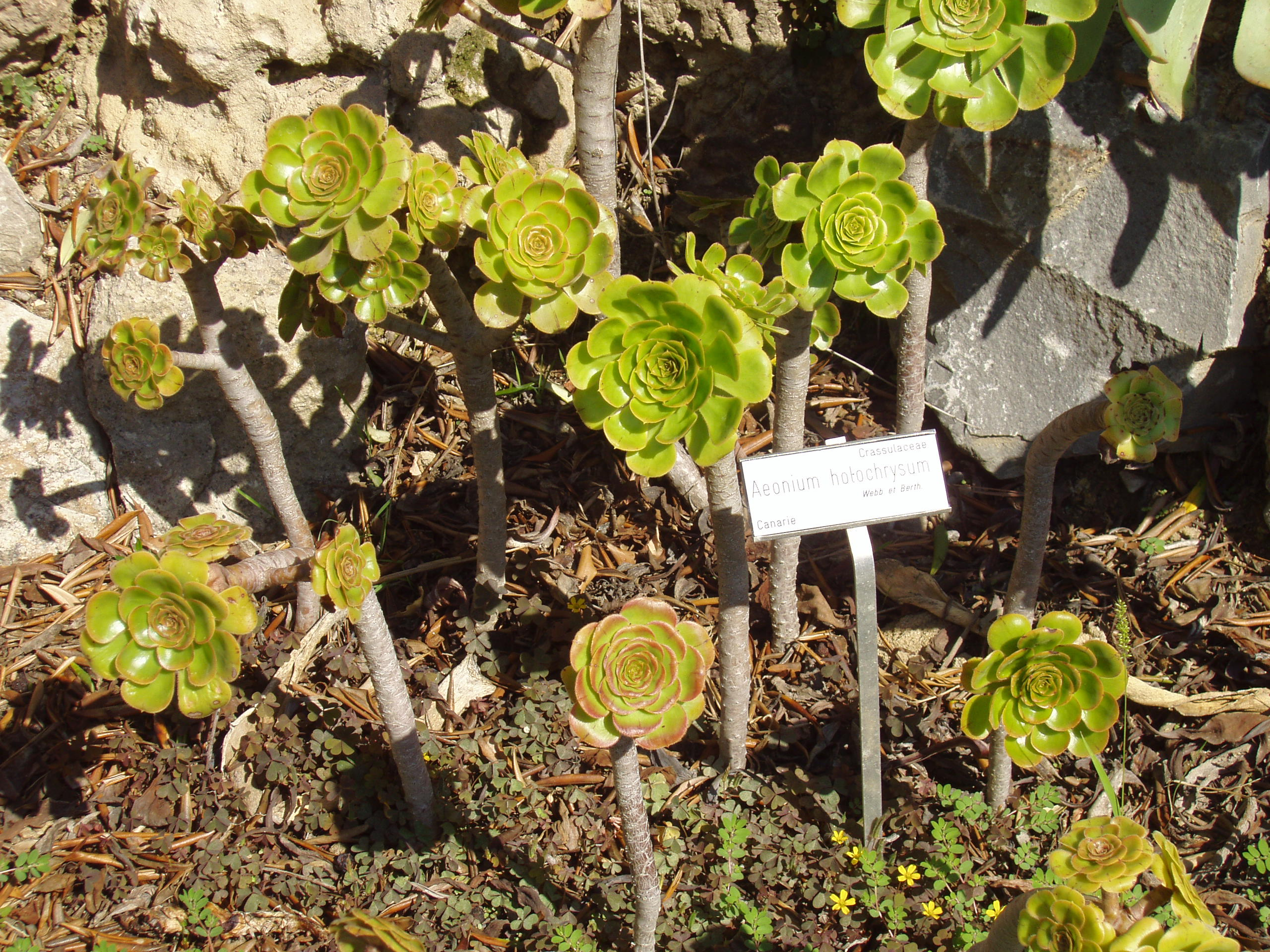
A. hotochrysum
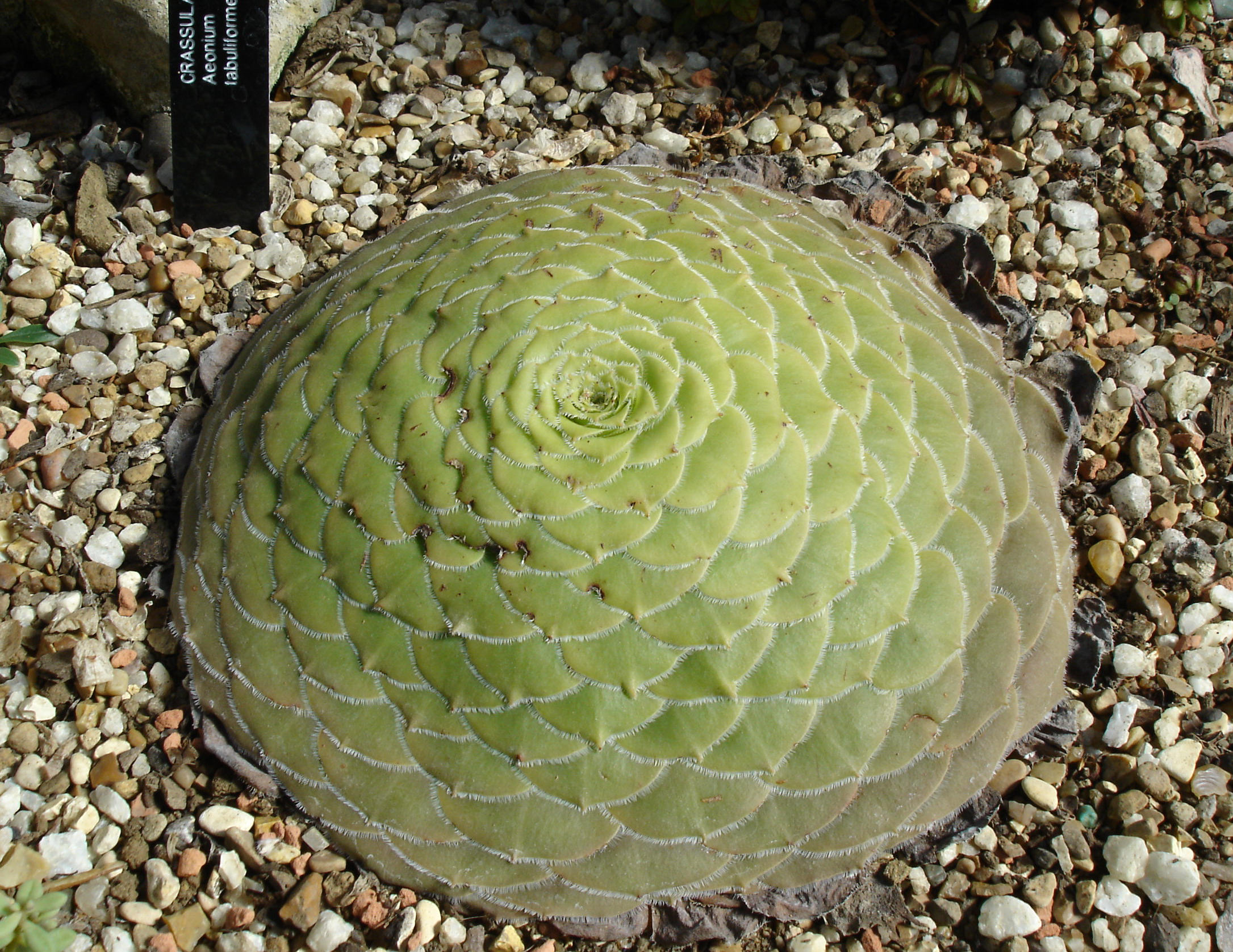
A. labuliforme
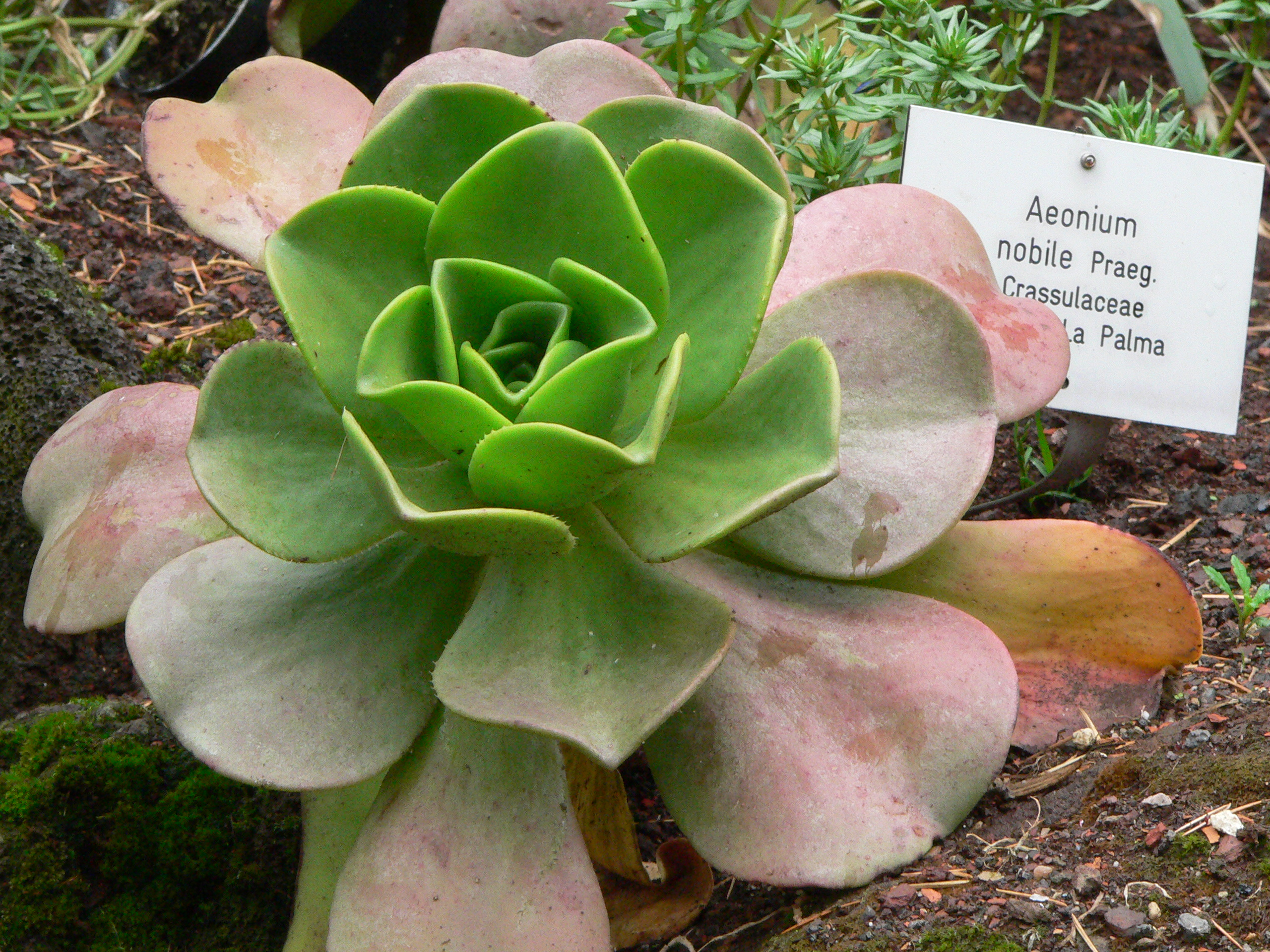
A. nobile
A. palmense
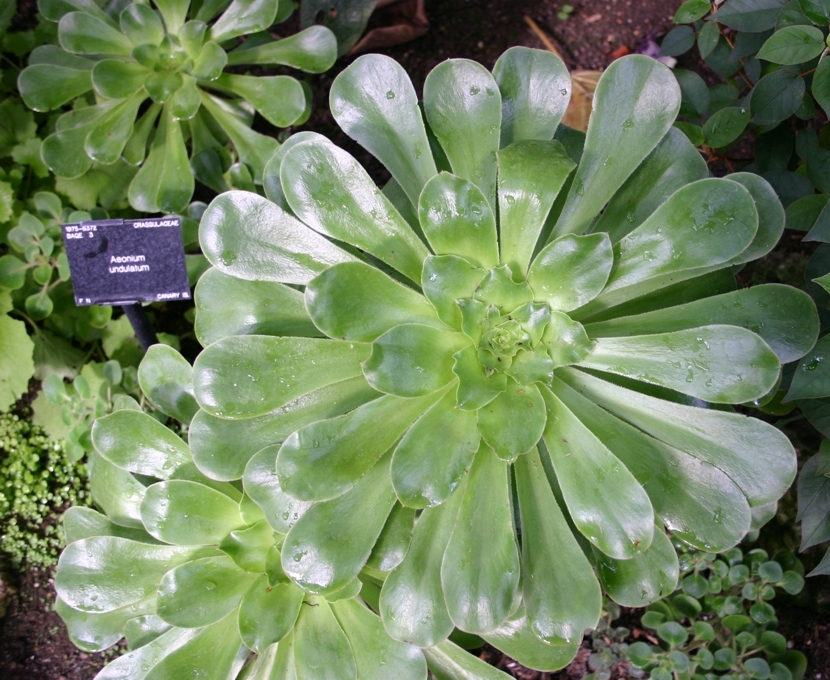
A. undulatum
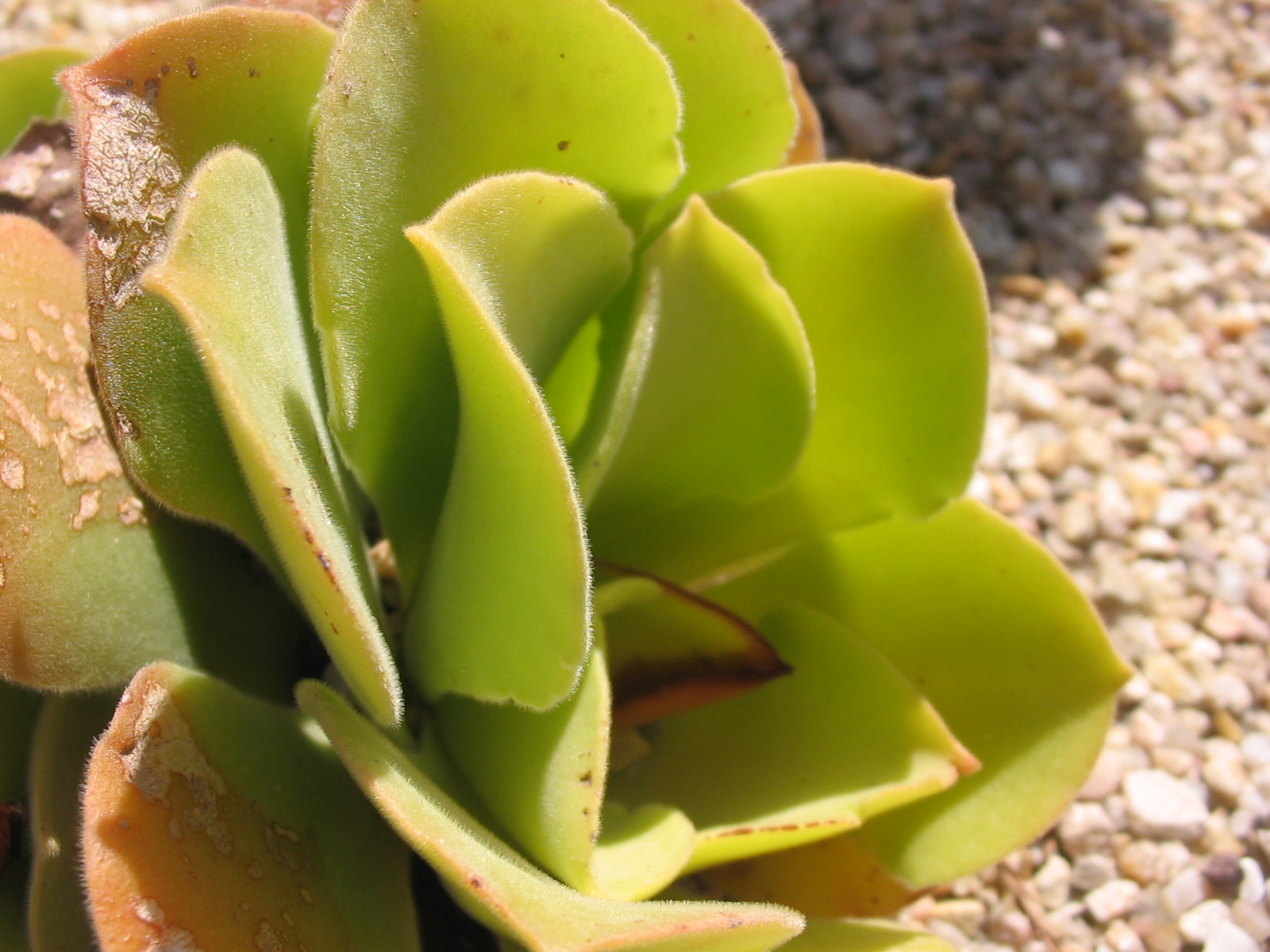
A. virgineum